# Quand tu danses
Quand tu danses is een nummer van de Franse zanger Jean-Jacques Goldman uit 1998. Het is de derde single van zijn zesde studioalbum En passant.

## Achtergrondinformatie
"Quand tu danses" is een rustige ballad met een weemoedige en nostalgische toon. De tekst gaat over een verloren liefde en het verlangen naar wat ooit was. In het eerste en tweede couplet denkt de liedverteller na over alle dingen die door de verloren liefde niet langer zullen zijn, waarbij hij het idee benadrukt dat hun relatie is veranderd of beëindigd. Het derde couplet geeft aan dat de verteller er nog steeds naar verlangt zijn ex-geliefde te zien, ook al is het maar van een afstand, zonder haar te spreken of haar nieuwe leven te verstoren. In het vierde couplet drukt de zanger de pijn uit van het verlies van alle gedeelde momenten en ervaringen, wat impliceert dat het oneerlijk is om met niets achter te blijven nadat je zoveel hebt gegeven. De liedverteller vraagt zich in het refrein steeds af of zijn ex-vrouw nog weleens aan hem denkt als zij danst met haar nieuwe geliefde.
Het nummer bereikte de 66e positie in Frankrijk.

## Tracklijst
- Cd-single

1. "Quand tu danses" - 4:25
2. "Nos mains" - 3:18